# Sobrado Alves e Almeida
O Sobrado Alves e Almeida é um casarão histórico, construído no final do século XIX. Foi o local de nascimento de Landulfo Alves de Almeida. A casa está localizada na cidade de Santo Antônio de Jesus, no estado da Bahia. É um patrimônio cultural em tombamento provisório pelo Instituto do Patrimônio Artístico e Cultural da Bahia (IPAC), sob o processo de nº 001/2005.
Atualmente de propriedade privada, abriga uma hospedaria.

## História
O sobrado construído pelo Aprígio Alves de Almeida, nos anos de 1890, para ser sua residência de sua família. Foi o local de nascimento de Landulfo Alves de Almeida. No ano de 1956, o imóvel foi vendido para Laurentino Bulhões de Souza, que alugou o imóvel para as Irmãs Mercedárias entre os anos de 1960 e 1970, para sediar um centro educacional. Entre os anos de 1971 e 1973, Laurentino Bulhões de Souza abre uma escola primária no sobrado. Com o falecimento de Laurentino, em 1974, os seus herdeiros alugam o casarão para a Secretaria de Agricultura da Bahia para sediar a Casa da Agricultura Landulfo Alves.

## Arquitetura
Sobrado de arquitetura neoclássica, construído em formato L, com dois pavimentos e um sótão. Na fachada principal, no primeiro pavimento há uma porta centralizada e duas janelas de cada lado da porta, e no segundo pavimento há cinco portas que dão acesso há balcões com gradil. As vergas dos vãos, no primeiro pavimento, são em arco na parte superior e os vãos, no pavimento superior, são em vergas retas. Na parte interna da casa, no primeiro pavimento há um corredor central, que interliga o acesso a rua a uma sala ao fundo, e os quartos e o banheiro nas laterais. Os quartos possuem intercomunicação através de portas e a cozinha fica em um anexo, nos fundos da casa. Na parte interna, no pavimento superior, há uma sala de estar na parte da frente da casa, interligada por um corredor central a sala de jantar ao fundo e aos quartos nas laterais. O sótão servia de depósito.